# Пионерское (Сумская область)
Пионерское (укр. Піонерське) — село,
Гречкинский сельский совет,
Кролевецкий район,
Сумская область,
Украина.
Код КОАТУУ — 5922682207. Население по переписи 2001 года составляло 0 человек .

## Географическое положение
Село Пионерское находится на правом берегу реки Глистянка, которая через 3 км впадает в реку Эсмань,
на противоположном берегу — село Губаревщина.
К селу примыкает лесной массив.